# Enzo Dieci
Enzo Dieci (* 28. Januar 1934 in Sassuolo) ist emeritierter Weihbischof in Rom.

## Leben
Enzo Dieci empfing am 17. März 1962  die Priesterweihe. Anschließend war er unter anderem als Missionar weltweit tätig.
Papst Johannes Paul II. ernannte ihn am 7. April 1992 zum Weihbischof in Rom und Titularbischof von Maura. Der Papst persönlich weihte ihn am 26. April desselben Jahres zum Bischof; Mitkonsekratoren waren Franciszek Kardinal Macharski, Erzbischof von Krakau, und Angelo Kardinal Sodano, Kardinalstaatssekretär.
Am 1. Juni 2009 nahm Benedikt XVI. sein altersbedingtes Rücktrittsgesuch an. Im Dezember desselben Jahres zog Dieci nach Peru, wo er sich seitdem in der Armenfürsorge engagiert.